# Мантия (геральдика)

Гербовый щит, покрытый княжеской мантией

Мантия или сень (шатёр, балдахин, фр. le manteau) — гербовое украшение, восходящее к рыцарским турнирам.

## История
Мантия — слово, имеющее французские корни, означает «пальто». В геральдике аналогично, герб словно «одевают в пальто», «кутают» его в дорогую вуаль.
Этот обычай объясняется тем, что на турнирах рыцарь, часами ожидая своей очереди вступления в бой, ставил палатку или шатёр, украшенный атрибутикой рыцаря, под которым помещал своё оружие и амуницию. Так возникло правило в геральдике изображать увенчанную короной мантию в виде укрывающего герб шатра,
В гербе суверенных субъектов используются мантии государственного цвета — у суверенов, а у князей — пурпурного бархата на горностаевом меху, где верхние углы мантии, а иногда и середины верхней её части перевязаны золотыми шнурами с кистями. Мантии иностранных государств иногда имеют покрышку, усеянную государственными эмблемами. Во Франции пэры империи имели тёмно-синию мантию, а государственный канцлер — парчовую. В гербах владетельных особ мантия обыкновенно парчовая. В княжеских и других гербах, имеющих мантию, он располагается внутри последней (см. герб князей Италийских). В российской геральдике мантия с короной явно указывает, что наследники герба родом из княжеской знати, имеющей древнюю и достойную родословную, причём герб остаётся без изменений, даже если титул будет утрачен. При составлении Общего гербовника Павел I приказал «для ознаменования тех дворянских фамилий, кои действительно происходят от родов княжеских, хотя сего титула и не имеют, оставлять в гербах их корону и мантию».
Некоторые геральдисты относят употребление гербовой мантии и сени (шатра), отчасти, от употребления намётов, так как они иногда были такой величины, что покрывали не только шлем, но также плечи рыцаря.
Сень (шатёр) — по словам геральдистов, это ткань, на которой располагается герб и служит отличительным признаком верховной власти, состоит из вершины и куртин и делается пурпуровую или золотою, оторачивается золотою бахромою. Изначально сень фигурировала только на королевских гербах, но с XVII века они стали окружаться балдахином, а мантия была оставлена за князьями, герцогами и пэрами. Сень в гербах французских королей и других государей из дома Бурбонов голубая, бархатная, усеянная лилиями. Сень герцогов Мельци зелёная. Сень обязательно должна быть увенчана короной. Итальянский регламент строжайше предписывает: «Сень, как наследуемый элемент полагается носящим титулы князя и герцога. За пределами этой титулованной группы не предусмотрено даже особых случаев пожалования сени или небольшой мантии, расписанной фигурами и полями щита. Сень князей и герцогов — из пурпурного бархата, подбитая горностаем, без позумента, вышивки, каймы и бахромы. Она изображается ниспадающей или со шлема, или с короны, обременена гербом, вверху по бокам перевязанная золотыми шнурами. На сень могут помещаться полный герб со щитом, шлемовой эмблемой, щитодержателями и листками с девизами, или щит опирающийся на орла».

герб королевской Франции (современная реконструкция)

Балдахин — это особая сень, которой могут украшать собственные гербы только императоры, короли и суверенные государи. Итальянский термин manto может означать как сень, так и балдахин. Французский термин pavillon обозначает в собственном смысле слова «знамя», но также и «палатку», откуда и балдахин, понимаемый как нечто вроде архитектурного сооружения. В этом значении «занавесей» он и был задуман в XVII веке Филибером Моро. Людовик XIV, «король-солнце», жаждущий во всём солнечного великолепия, не мог оставить без внимания этот эффектный геральдический символ и (около 1680) ввёл его в свой герб. Этот первый французский балдахин из синего бархата, усеянный золотыми лилиями, который в дальнейшем стал объектом подражания других монархов (но, как правило, уже пурпурного цвета), состоял из верхней части (ит. colmo, cappello, cima) и из пологов (cortine), или же завес, ниспадающих на манер мантии, как это можно видеть в гербе итальянского королевства в его окончательном виде, сложившемся к XIX веку..